# 백마 전투
백마 전투(白馬之戰)는 후한말 군벌인 조조와 원소가 격돌한 관도 전역의 첫 전면전이다. 조조가 승리하고 원소는 주요 장수인 안량을 잃었다. 그러나 조조는 관도를 지켜야 한다는 전략적 판단 아래 백마를 포기하고 퇴각한다.